# Jakob Schlesinger
Johann Jakob Schlesinger (Worms, 13 gennaio 1792 – Berlino, 12 maggio 1855) è stato un pittore e restauratore tedesco.

## Primi anni
Johann Jacob Schlesinger nacque a Worms il 13 gennaio 1792, figlio del rinomato pittore Johann Adam Schlesinger (1759–1829) e di Catharina Barbara. Dopo pochi anni dalla sua nascita, la famiglia si traferì a Grünstadt, ove il giovane Johann ricevette la sua prima formazione artistica all'interno della bottega del padre e dello io, anch'egli pittore.
Dal 1809 al 1816, Schlesinger frequentò la rinomata Università di Heidelberg, continuando successivamente gli studi a Mannheim e a Monaco di Baviera. Qui, si iscrisse il 12 maggio 1819 all'Accademia delle belle arti, specializzandosi nella pittura storica.

## Carriera
Fin da subito, si manifestò in Schlesinger uno spiccato talento da restauratore. Nei primissimi anni '20 del XIX, si traferì infatti nella città di Heidelberg, ove il famoso mecenate Sulpiz Boisserée gli diede l'incarico di restaurare alcuni dei suoi dipinti più preziosi e antichi, principalmente appartenenti alla scuola di Colonia. Data la fama acquisita per aver portato a termine con una grande perizia tecnica l'incarico affidatogli da Boisseré, nel 1822, fu nominato direttore dell'area dedicata al restauro presso l'Altes Museum di Berlino.
Jakob Schlesinger passò alla storia inoltre anche come un abile pittore e copista, riproducendo molto fedelmente alcuni dei più famosi dipinti prodotti durante il XVI secolo. Nel 1821, ad esempio, durante uno dei suoi viaggi a Dresda, riprodusse puntualmente per l'altare del Duomo di Spira la Madonna Sistina di Raffaello, oggi conservato al Gemäldegalerie Alte Meister. Nel 1828, ricopiò invece il dettaglio della Madonna col bambino nel dipinto Sacra Famiglia Canigiani, sempre di Raffaello.
Schlesinger fu inoltre anche un pittore, dipingendo infatti molti paesaggistici e nature morte, e un famoso ritrattista. Infatti, nel 1820 realizzò il ritratto del chimico tedesco Leopold Gmelin e della moglie, mentre nel 1831, pochi mesi prima che morisse, dipinse uno dei più celeberrimi ritratti del filosofo Hegel, il quale sarà oggetto durante tutto l'Ottocento di numerose copie.

## Galleria d'immagini

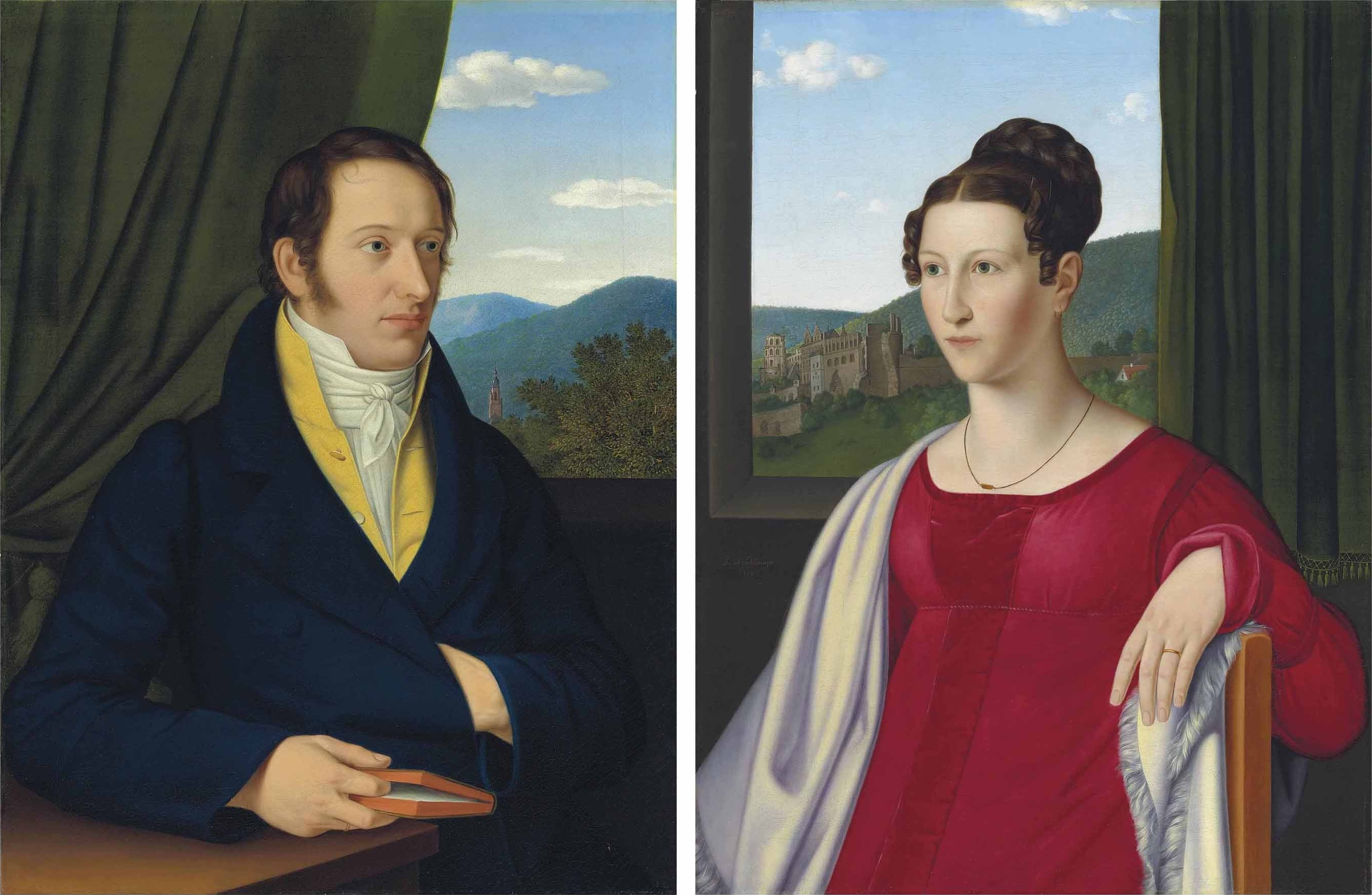
Ritratto di Leopold Gmelin e della moglie, 1820
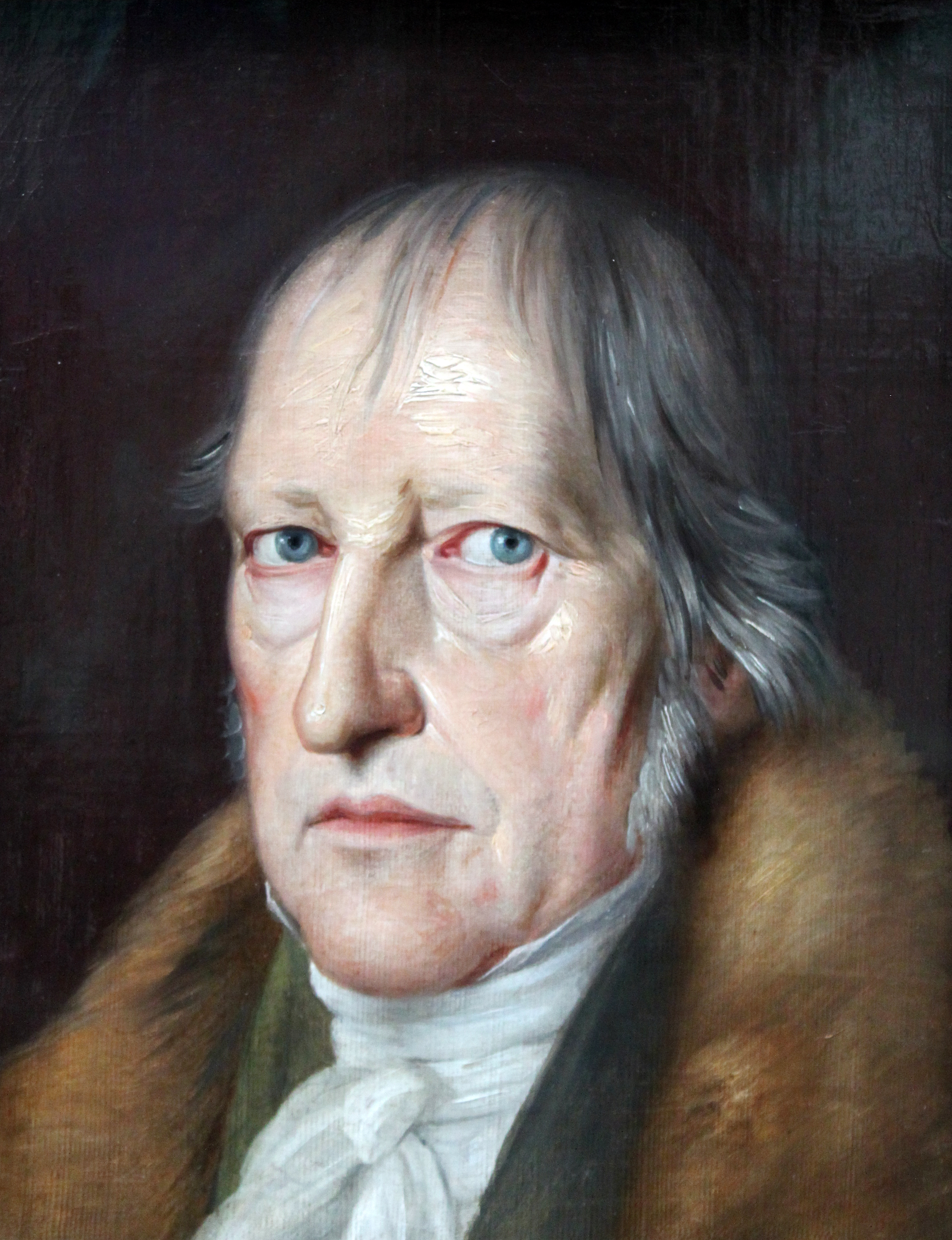
Ritratto di Hegel, 1831
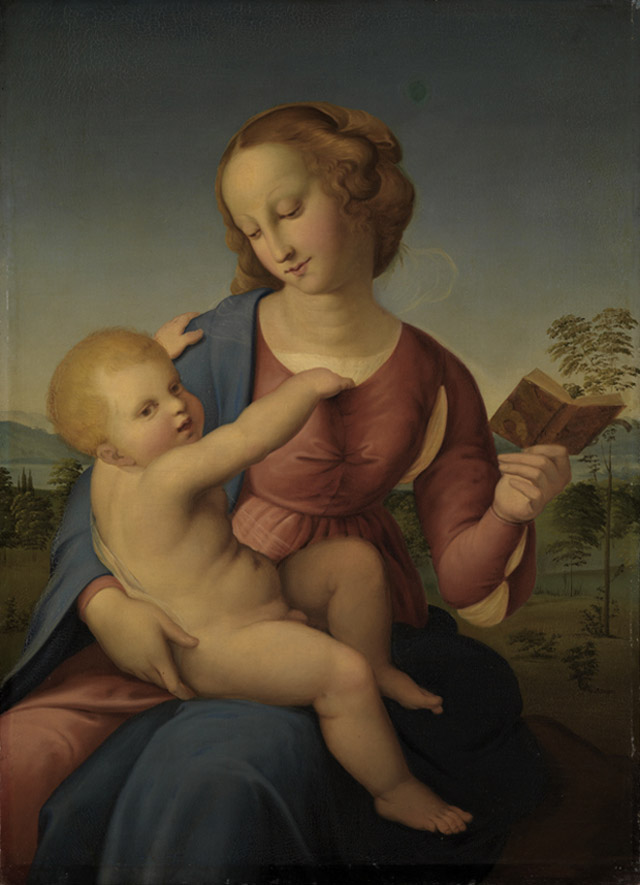
Particolare della Sacra Famiglia Canigiani, 1828
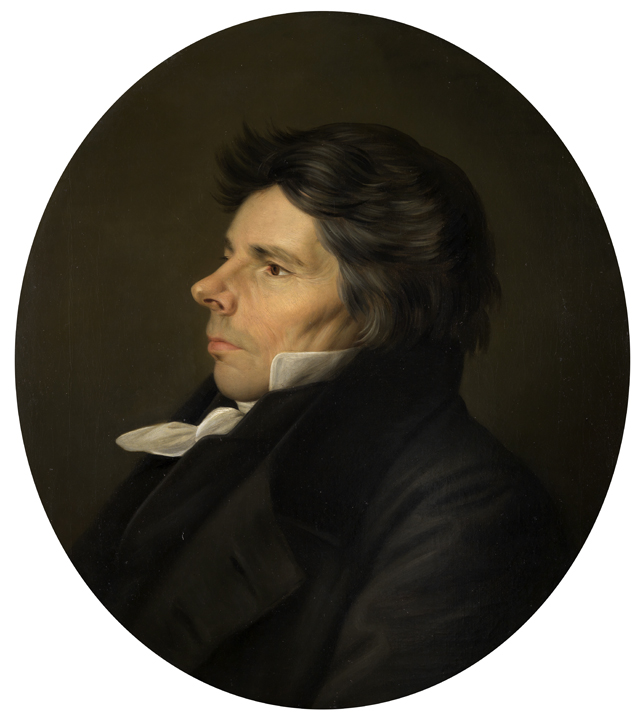
Autoritratto, 1825